# Mauricio Semelman
Mauricio Semelman (Santiago, Chile; 1938 - San Miguel de Tucumán, Tucumán, Argentina; 7 de octubre de 2016) fue un destacado actor, director de teatro y mimo de nacionalidad chilena radicado en Argentina.

## Carrera
Semelman fue un popular y notable mimo, considerado uno de los más importantes referentes de esa disciplina artística en Argentina. Su paso por los escenarios sumó más de cinco décadas de incansable actividad. 
Nacido en Chile migró a la Argentina en 1951 luego de la muerte de sus padres. Tenía siete hermanos siendo el penúltimo. En ese momento una tía, hermana de su padre, decidió traerlo a ese país donde lo adoptó. Desde muy chico sufrió de disfonía por lo que siempre rendía los estudios por escrito .
Se inició por casualidad en el mundo teatral en 1965 gracias a los directores Eugenio Dittborn y Ethel Zarlenga, luego de presentarse en Los Dos Gordos, que estaba frente a la plaza Independencia. Luego trabajó con Bernardo Roitman.
Presentó más de 50 espectáculos, como El sombrero de paja de Italia, La bruma, El bosque, Inodoro Pereyra, Trenes y gansos y Por las aguas del Nut.
Tuvo su momento de alejamiento de los escenarios durante la época de la Dictadura militar, con Antonio Bussi, que  estuvieron relegados por decisión propia.
Tuvo como su referente internacional al genial actor británico Charles Chaplin, por su técnica y subjetividad escénica, sobre todo en su época muda.
En junio de este año recibió el Premio a la Trayectoria Regional por el NOA en el marco de la Fiesta Nacional del Teatro desarrollada en San Miguel de Tucumán. Emocionado, Semelman recibió la estatuilla "Caballero de la fiesta" de parte del artista Guillermo Rodríguez. En 2014, la Asociación Argentina de Actores de la Delegación Tucumana le entregó el Premio Artea a la Trayectoria.
Murió el 7 de octubre de 2016 a los 78 años de edad en la provincia de Tucumán a causa de una larga enfermedad . En los últimos años vivía en la casa del director Nicolás Aráoz, una de las tantas amistades que supo hacer el actor durante su carrera.

## Teatro
Como actor:
- El sombrero de paja de Italia.
- La bruma.
- El bosque.
- Inodoro Pereyra.
- Trenes y gansos.
- Por las aguas del Nut.
- Extraña travesía de un travieso extraviado.
- Trenes y gansos.[4]
- Acto sin palabras.
- Entretrenes
- En el bosque.[5]
- El juguete mágico.

Como director:
- M.
- Merlín, mimodrama de una leyenda .